# Ван Балком, Патрик
Патрик Петрус Маринус ван Балком (нидерл. Patrick Petrus Marinus van Balkom; род. 14 сентября 1974, Валвейк, Северный Брабант) — нидерландский легкоатлет, специалист по бегу на короткие дистанции. Выступал за сборную Нидерландов по лёгкой атлетике в 1996—2006 годах, бронзовый призёр чемпионатов мира в помещении и на открытом стадионе, обладатель серебряной медали Универсиады, многократный победитель и призёр первенств национального значения, действующий рекордсмен страны в беге на 200 метров в помещении, участник летних Олимпийских игр в Афинах.

## Биография
Патрик ван Балком родился 14 сентября 1974 года в городе Валвейк, Нидерланды.
Впервые заявил о себе на международном уровне в сезоне 1996 года, когда вошёл в состав нидерландской национальной сборной и выступил на чемпионате Европы в помещении в Стокгольме, где в зачёте бега на 200 метров дошёл до стадии полуфиналов.
В 1997 году в той же дисциплине дошёл до полуфинала на чемпионате мира в помещении в Париже. Будучи студентом, представлял Нидерланды на Всемирной Универсиаде в Катании — в дисциплинах 100 и 200 метров стал шестым и восьмым соответственно.
На чемпионате Европы 1998 года в Будапеште остановился в полуфинале бега на 200 метров и занял седьмое место в эстафете 4 × 100 метров.
В 1999 году на дистанции 200 метров стартовал на чемпионате мира в помещении в Маэбаси, выиграл серебряную медаль на Универсиаде в Пальме, уступив лишь титулованному американцу Коби Миллеру, дошёл до четвертьфинала на чемпионате мира в Севилье.
В 2000 году в 200-метровой дисциплине выступил на чемпионате Европы в помещении в Генте.
В 2001 году в беге на 200 метров взял бронзу на чемпионате мира в помещении в Лиссабоне, установив при этом ныне действующий национальный рекорд Нидерландов — 20,77. На чемпионате мира в Эдмонтоне не смог преодолеть предварительный квалификационный этап.
В 2002 году бежал эстафету 4 × 100 метров на чемпионате Европы в Мюнхене.
В 2003 году в беге на 200 метров дошёл до полуфинала на чемпионате мира в помещении в Бирмингеме, в эстафете 4 × 100 метров вместе с соотечественниками Тимоти Беком, Троем Дугласом и Каймином Дугласом завоевал бронзовую награду на чемпионате мира в Париже.
В 2004 году стал вторым в смешанной эстафете 800 + 600 + 400 + 200 метров на Кубке Европы в помещении в Лейпциге. Благодаря череде успешных выступлений удостоился права защищать честь страны на летних Олимпийских играх в Афинах — на предварительном квалификационном этапе эстафеты 4 × 100 метров их команда сошла из-за неудачной передачи палочки от ван Балкома Каймину Дугласу.
По окончании сезона 2006 года Патрик ван Балком завершил спортивную карьеру.